# منزل أغا زاده (أردبيل)
منزل أغا زاده (بالفارسية: خانه بنی طبا) هو منزل تاريخي يعود إلى عصر القاجاريون، ويقع في أردبيل.